# Безчетвертний Микола Ілліч
Микола Ілліч Безчетвертний (Ніколаєв) (нар. 1895, Ростов-на-Дону, тепер Ростовської області, Російська Федерація — розстріляний 29 травня 1937) — радянський партійний діяч, журналіст, редактор газети «Комуніст». Член ЦК КП(б)У в жовтні 1918 — березні 1919 р. Кандидат в члени ЦК КП(б)У в березні — квітні 1920 р. Член Тимчасового бюро ЦК КП(б)У в березні — квітні 1920 р. Секретар ЦК КП(б)У в березні 1920 року.

## Біографія
Член РСДРП(б) з 1915 року. Партійний псевдонім — Ніколаєв, Ніколай. Вів революційну роботу в місті Харкові.
У 1918 році — член Харківського підпільного губернського комітету КП(б)У, кандидат в члени Виконавчого бюро ЦК КП(б)У, член Ізюмського повітового організаційного бюро КП(б)У Харківської губернії. З березня 1919 року — член виконавчого комітету Харківської губернської ради. Потім — у Червоній армії.
У 1920 році — редактор центрального органу КП(б)У газети «Комуніст», яка виходила в місті Харкові.
23 березня — 25 березня 1920 року — секретар ЦК КП(б)У.
З 1922 року — заступник голови правління видавництва «Красная новь».
18 грудня 1927 виключений із ВКП(б) за опозиційну діяльність. Незабаром був відновлений у комуністичній партії.
До 1932 року — заступник начальника Сектору Головного управління автотракторної промисловості Народного комісаріату важкої промисловості СРСР.
У 1932 році заарештований і засуджений на 3 років позбавлення волі. Знову був заарештований органами НКВС 4 вересня 1936 року. Розстріляний 29 травня 1937 року. Реабілітований.